# Leyla Hussein

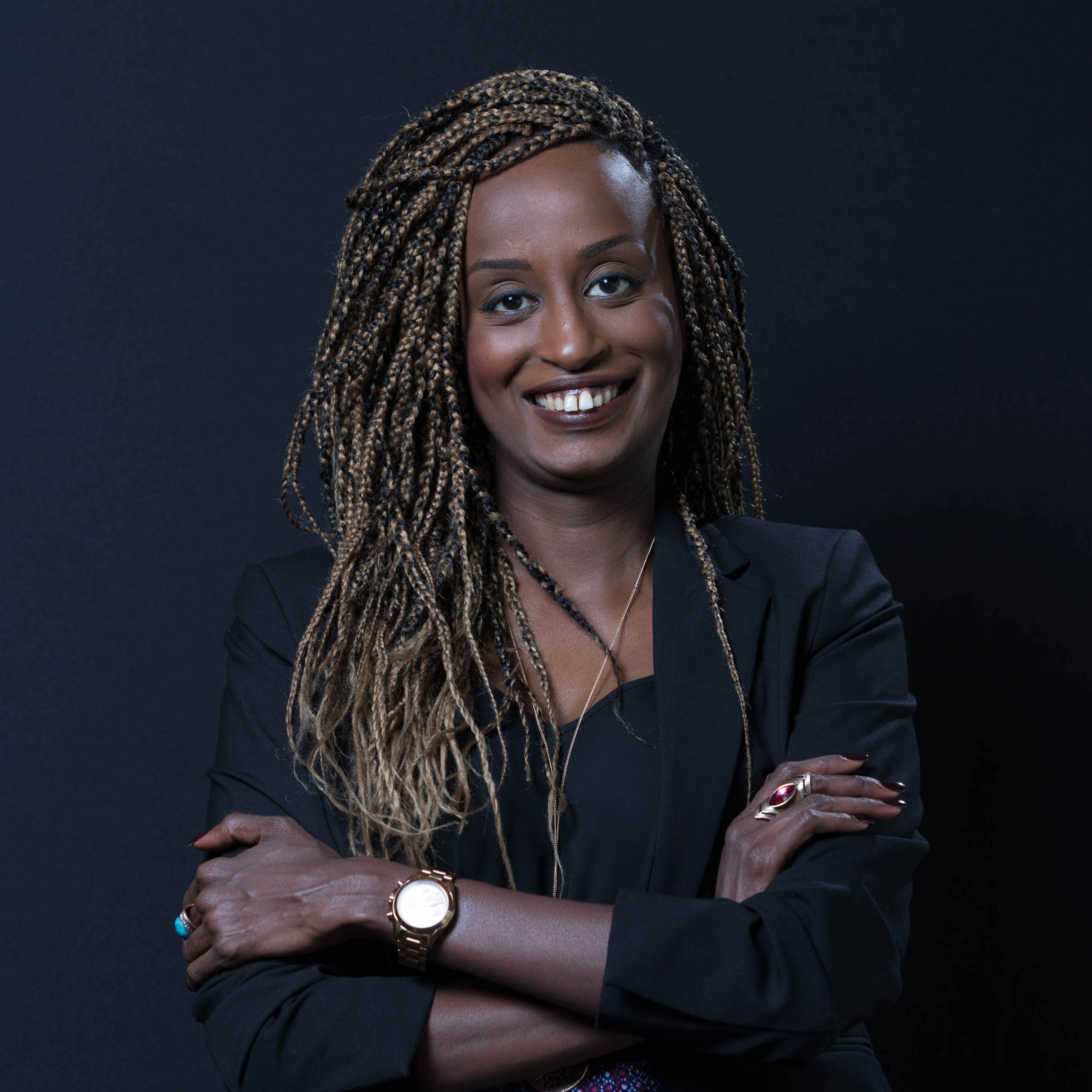
Leyla Hussein

Leyla Hussein OBE (Somali: Leyla Xuseen) (* 27. Oktober 1980) ist eine Psychotherapeutin und Aktivistin gegen die weibliche Genitalverstümmelung. Sie ist Mitbegründerin des Projekt Dahlia und Gründerin der gemeinnützigen Organisation Daughters of Eve. Im deutschsprachigen Raum erlangte sie Bekanntheit durch den Film #Female Pleasure.

## Leben
Hussein wurde 1980 in Somalia geboren. Sie stammt aus einer privilegierten Familie, ihre Eltern waren ausgebildete Fachkräfte. 
Als sie sieben Jahre alt war, wurden ihre Genitalien verstümmelt. Mit zwölf Jahren emigrierte sie in das Vereinigte Königreich. Als sie schwanger war, kam es bei vaginalen Untersuchungen immer wieder zu Blackouts. Erst nach der Geburt sprach eine Krankenschwester sie auf die Genitalverstümmelung an und erklärte ihr, dass diese Anfälle Erinnerungen an die Traumatisierung durch die Verstümmelung waren. Aufgrund dieser Erkenntnis beschloss sie, dass ihre Tochter nie beschnitten werde, und sie begann, sich gegen die weibliche Genitalverstümmelung zu engagieren.
Hussein studierte Psychologie an der Thames Valley University in London und schloss das Studium mit einem Diplom ab.
2010 gründete sie die gemeinnützige Organisation Daughters of Eve, 2013 das Projekt Dahlia. Beide Organisationen setzen sich dafür ein, dass die weibliche Genitalverstümmelung weltweit verboten und das Verbot staatlich überwacht wird. Dahlia betreibt in Großbritannien eine Hotline für gefährdete Mädchen und bietet Einzel- und Gruppentherapien an. Sie vermittelt Kontakte zu Kliniken, die wiederherstellende Operationen durchführen können. Mit einer Unterschriftenaktion brachte Hussein die Thematik ins britische Parlament. Sie wird für ihre Aktivitäten angegriffen und steht unter Polizeischutz.
Seit 2013 schreibt Hussein Kolumnen in der Cosmopolitan, in der Huffington Post und im Guardian.
Am 16. Oktober 2020 wurde sie für drei Jahre zur Rektorin der University of St. Andrews gewählt.

## Ehrungen und Auszeichnungen (Auswahl)
- 2010 Cosmopolitan Ultimate Campaigner Women of the Year Award
- 2011 Emma Humphrey Award[10]
- 2013 100 Women (BBC)
- 2014 mit Nimco Ali Rang 6. auf der Woman's Hour Power List[11]
- 2014 Women of the Year Award in der Kategorie Community/Charity des Red Magazine[12]
- 2019 Officer des Order of the British Empire.